# Telegraaf (schip)

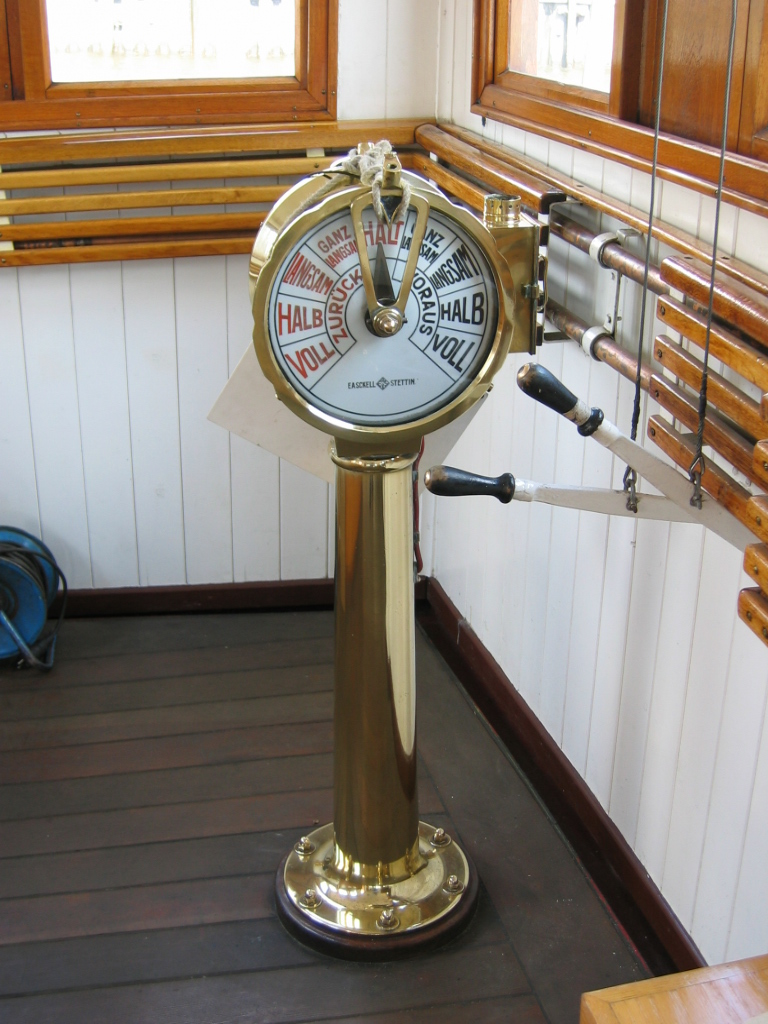
Scheepstelegraaf

Een telegraaf of machinetelegraaf is aan boord van een zeeschip een instrument, waarmee men vanaf de brug bevelen kan geven aan de machinekamer. Het instrument is verbonden met een identiek instrument in de machinekamer. Als de hendel van de telegraaf op de brug wordt verschoven, gaat in de machinekamer een bel en kan de machinist aan de wijzer van de telegraaf zien wat van hem verwacht wordt. Hij wordt geacht dat te bevestigen door de hendel van zijn instrument in hetzelfde vak te zetten. Op de brug kan men die bevestiging zien aan de kleine wijzer op de telegraaf.
Meestal is de machinetelegraaf een schijf waarop de verschillende opdrachten zijn vermeld. In het midden staat STOP, aan de ene kant HALVE KRACHT VOORUIT en VOLLE KRACHT VOORUIT, aan de andere kant opdrachten voor achteruit. 
Zo dat nodig mocht zijn kan tussen brug en machinekamer worden gecommuniceerd met een spreekbuis. Op kleinere schepen was dat voorheen de gebruikelijke methode. Moderne schepen hebben haast altijd ook een telefoonverbinding.

## Trivia
- In het verhaal Asterix en Cleopatra wordt een dergelijk apparaat gebruikt om bevelen aan de roeiers van een galei  te geven. Het spreekt vanzelf dat dit een anachronisme is.